# Гліник (Підкарпатське воєводство)
Гліник (пол. Glinik) — село в Польщі, у гміні Вельополе-Скшинське Ропчицько-Сендзішовського повіту Підкарпатського воєводства. Населення — 1520 осіб (2011).
У 1975-1998 роках село належало до Ряшівського воєводства.

## Демографія
Демографічна структура станом на 31 березня 2011 року:
|          | Загалом | Допрацездатний вік | Працездатний вік | Постпрацездатний вік |
| -------- | ------- | ------------------ | ---------------- | -------------------- |
| Чоловіки | 755     | 176                | 508              | 71                   |
| Жінки    | 765     | 192                | 419              | 154                  |
| Разом    | 1520    | 368                | 927              | 225                  |